# 西华县各级文物保护单位列表
以下为河南省周口市西华县的各级文物保护单位:

## 河南省文物保护单位
| 编号  | 名称       | 分类   | 时代           | 地址   | 图片 |
| ----- | ---------- | ------ | -------------- | ------ | ---- |
| 1-189 | 界台寺遗址 | 古遗址 | 新石器时代、商 | 西华县 |      |

- 陆城遗址（2-191）
- 胡寨遗址（2-221）
- 女娲城址（2-229）
- 国家计委五七干校旧址（4-24）
- 张氏庄园（5-153）
- 雷义和•龙义和中药铺（5-152）
- 豫东特委纪念塔（7-49）
- 中央党校“五七”干校旧址（7-50）
- 西华明伦堂（7-196）
- 南柳故城（7-284）